# Chris Brown (album)
Chris Brown is het debuutalbum van de Amerikaanse zanger Chris Brown, uitgebracht op 29 november 2005 door Jive Records. Het album was een commercieel succes en kwam binnen op nummer twee in de Amerikaanse Billboard 200-hitlijst, met 154.000 verkochte exemplaren in de eerste week. De Recording Industry Association of America certificeerde het album drievoudig platina. Het leverde Brown zijn eerste twee Grammy Award-nominaties op voor Best New Artist en Best Contemporary R&B Album.
Het album werd ondersteund door vijf singles: "Run It!", "Yo (Excuse Me Miss)", "Gimme That (Remix)", "Say Goodbye" en "Poppin'".

## Tracklist
| 1.                 | Intro                                           | 0:57 |
| 2.                 | Run It! (met Juelz Santana)                     | 3:50 |
| 3.                 | Yo (Excuse Me Miss)                             | 3:49 |
| 4.                 | Young Love                                      | 3:38 |
| 5.                 | Gimme That                                      | 3:07 |
| 6.                 | Ya Man Ain't Me                                 | 3:34 |
| 7.                 | Winner                                          | 4:04 |
| 8.                 | Ain't No Way (You Won't Love Me)                | 3:23 |
| 9.                 | What's My Name (met Noah)                       | 3:52 |
| 10.                | Is This Love?                                   | 3:17 |
| 11.                | Poppin'                                         | 4:25 |
| 12.                | Just Fine                                       | 3:52 |
| 13.                | Say Goodbye                                     | 4:50 |
| 14.                | Run It! (Remix) (met Bow Wow en Jermaine Dupri) | 4:04 |
| 15.                | Thank You                                       | 4:27 |
| 16.                | Gimme That (Remix) (met Lil Wayne) (bonustrack) | 3:57 |
| Totale duur: 59:01 |                                                 |      |